# سادیکی کوزوو
سادیکی کوزوو (انگلیسی: Kosovar Sadiki؛ زادهٔ ۲۷ اوت ۱۹۹۸) بازیکن فوتبال است.
از باشگاه‌هایی که در آن بازی کرده‌است می‌توان به باشگاه فوتبال استوک سیتی اشاره کرد.
وی همچنین در تیم‌های ملی فوتبال Canada men's national under-17 soccer team, Canada men's national under-20 soccer team، و Canada men's national under-23 soccer team بازی کرده‌است.